# Jeannine Rosner
Jeannine Rosner (8 oktober 2006) is een Oostenrijks langebaanschaatser. Rosner was in 2025 de eerste Oostenrijker die bij het WK junioren het allroundkampioenschap won. Ze won daarnaast wereldtitels op drie individuele afstanden.
Haar zus Sarah Rosner is eveneens schaatsster. 

## Records

### Persoonlijke records
| Afstand    | Tijd    | Datum            | Baan       |
| ---------- | ------- | ---------------- | ---------- |
| 500 meter  | 39,85   | 24 februari 2024 | Inzell     |
| 1000 meter | 1.18,48 | 5 februari 2025  | Collalbo   |
| 1500 meter | 1.59,85 | 12 januari 2025  | Heerenveen |
| 3000 meter | 4.06,87 | 1 maart 2025     | Heerenveen |
| 5000 meter | 7.54,13 | 29 december 2024 | Innsbruck  |

(laatst bijgewerkt: 1 maart 2025)

## Resultaten
| Jaar | EK Allround          | Wereldbeker | WK Junioren                                                                         |
| ---- | -------------------- | ----------- | ----------------------------------------------------------------------------------- |
| 2022 |                      |             | 37e 500m 30e 1000m 20e 1500m HF9e massastart                                        |
| 2023 |                      |             | 5e allround 22e 500m 15e 1000m 5e 1500m 5e 3000m 7e massastart                      |
| 2024 |                      |             | 4e allround 16e 500m 9e 1000m 10e 1500m 7e 3000m 9e teamsprint                      |
| 2025 | NC9 (7e, 10e, 9e, -) |             | allround · 6e 500m · 1000m · 1500m · 3000m · 5e teamsprint · 12e gemengde aflossing |

(#, #, #, #) = afstandspositie op allroundtoernooi (500m, 3000m, 1500m, 5000m).
NC9 = niet gekwalificeerd voor de laatste afstand, maar wel als 9e geklasseerd in de eindrangschikking